# Эллинизм

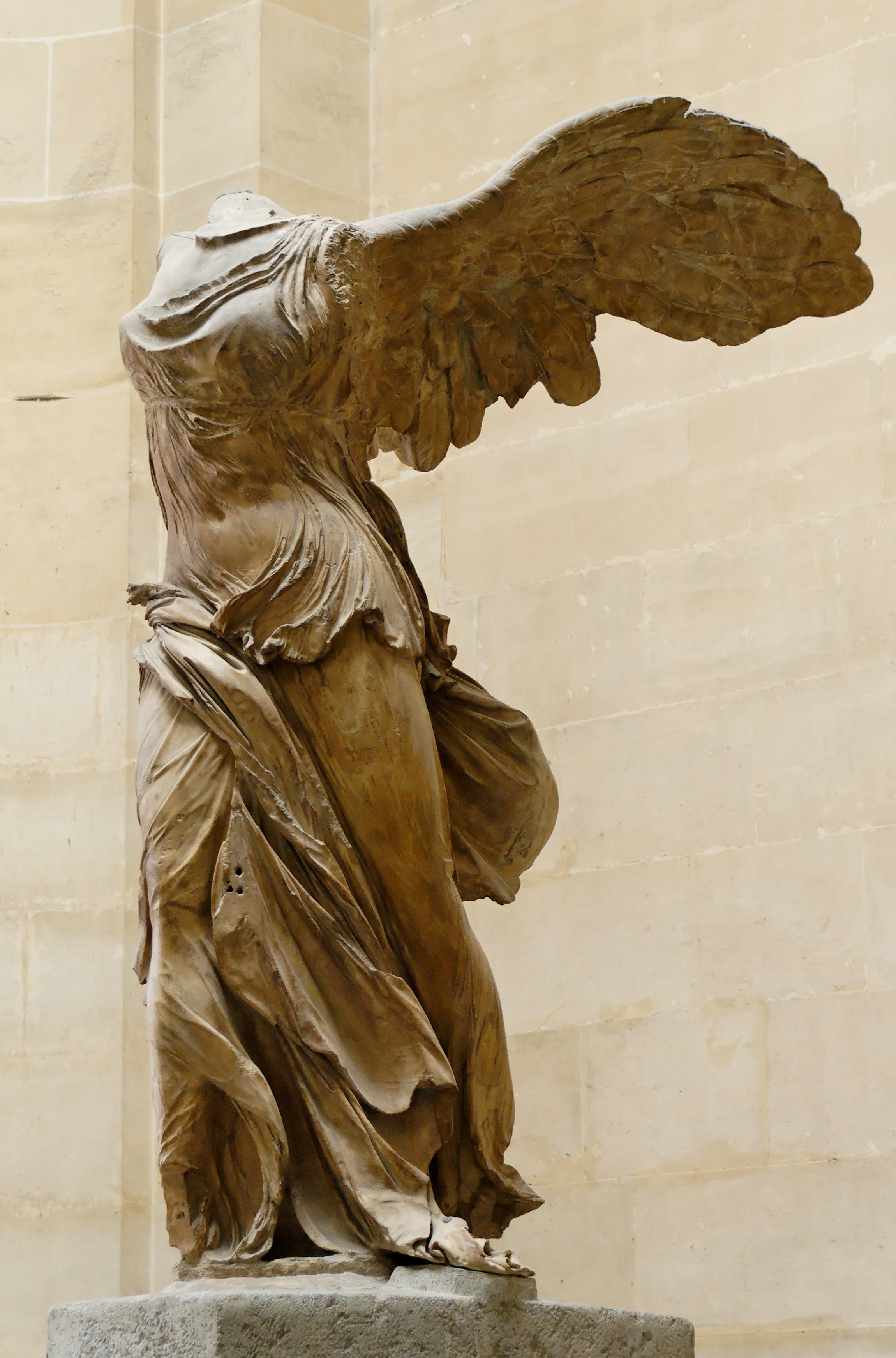
Ника Самофракийская считается одним из величайших шедевров эллинистического искусства

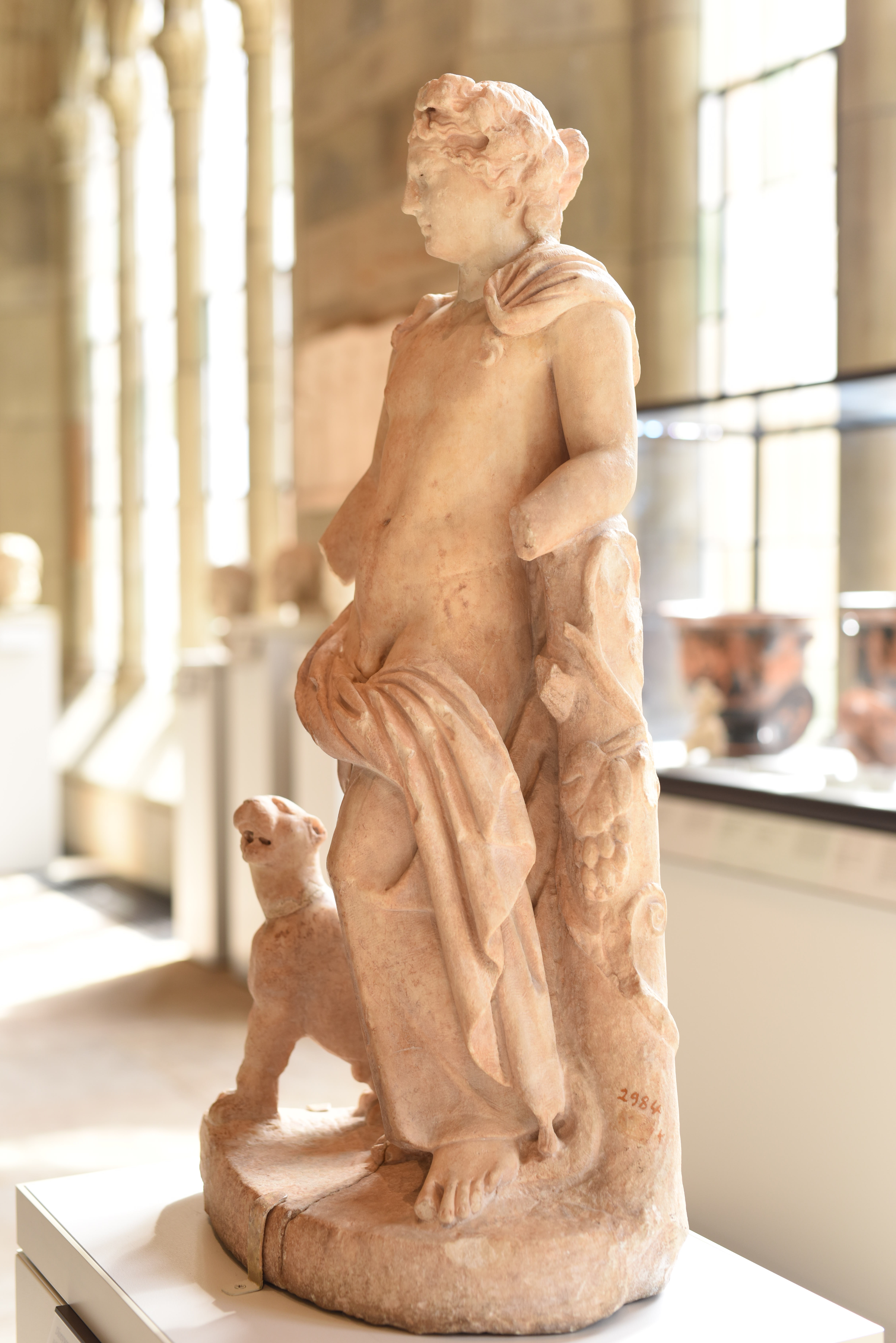
Эллинистический период. Скульптура Диониса из коллекции античного искусства в Йельском университете

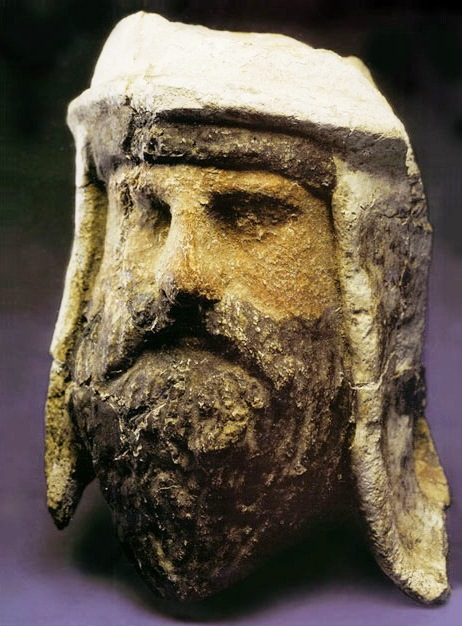
Вылепленная из глины и алебастра голова зороастрийского священника, носящего отличительный головной убор бактрийского стиля, Тахти-Сангин, Таджикистан, III—II вв. до н. э.

Эллини́зм — период в истории Средиземноморья, в первую очередь восточного, длившийся со времени смерти Александра Македонского (323 до н. э.) до окончательного установления римского господства на этих территориях, которое датируется обычно падением эллинистического Египта в 30 г. до н. э. Термин первоначально обозначал правильное употребление греческого языка, особенно не греками, но после опубликования работы Иоганна Густава Дройзена «История эллинизма» (1836—1843) понятие вошло в историческую науку.
Особенностью эллинистического периода явилось широкое распространение древнегреческого языка и культуры на территориях, вошедших в состав государств диадохов, которые образовались после смерти Александра Македонского на завоёванных им территориях, и взаимопроникновение греческой и восточных — в первую очередь персидской — культур, а также возникновение классического рабства.
Начало эллинистической эпохи характеризуется переходом от полисной политической организации к наследственным эллинистическим монархиям, смещением центров культурной и экономической активности из Греции в Азию и Египет.

## Хронология
Эллинистическая эпоха охватывает три столетия. Однако, как отмечают, в вопросе периодизации нет единого мнения. Так, с подачи некоторых, отсчёт её начала можно вести с 334 г., то есть с года начала похода Александра Македонского.
 Предлагается вычленение трёх периодов:
1. Ранний эллинизм — создание империи Александра Македонского, её распад и образование эллинистических государств (336 [или 334] — ок. 280 до н. э.);
2. «Классический» эллинизм — время политического равновесия в эллинистическом мире (ок. 280—220 до н. э.);
3. Поздний эллинизм — установление римской гегемонии в эллинистическом мире (ок. 220—30 до н. э.)[4].

Для периода предшествующего эллинизму иногда используется термин предэллинизм.

## Эллинистические государства

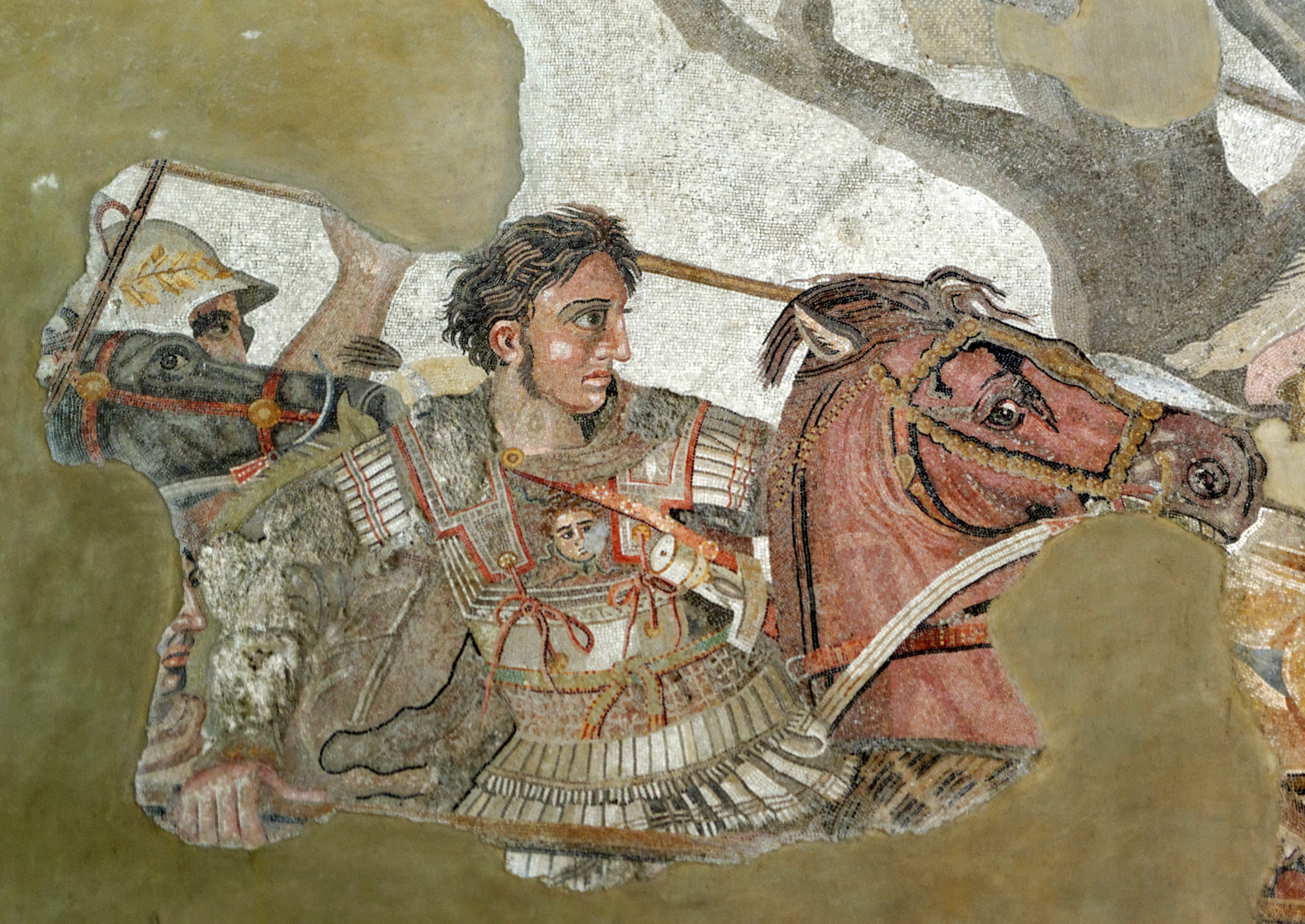
Александр борется с персидским царём Дарием III. Из Александровой мозаики, Национальный археологический музей Неаполя.

Завоевания Александра Македонского распространили греческую культуру на Восток, но не привели к образованию мировой империи.
На территории завоёванной Персидской империи образуются эллинистические государства во главе с диадохами и их потомками:
- Государство Селевкидов с центром сначала в Вавилоне, а потом в Антиохии.
- Греко-Бактрийское царство (отделилось от государства Селевкидов в III в. до н. э.), центр которого находился на территории современного Афганистана.
- Индо-греческое царство (отделилось от Греко-Бактрийского царства во II в. до н. э.), центр которого располагался на территории современного Пакистана.
- Понтийское царство образовалось на территории современной северной Турции.
- Пергамское царство также существовало на территории современной западной Турции.
- Коммагенское царство отделилось от государства Селевкидов и располагалось на территории современной восточной Турции.
- Эллинистический Египет образовался на территории Египта, во главе него стали Птолемеи.
- Ахейский союз существовал на территории современной Греции.
- Боспорское царство существовало на территории восточного Крыма и восточного побережья Азовского моря, одно время входило в состав Понтийского царства.

Новые государства организуются по особому принципу, получившему название эллинистической монархии, основанной на синтезе местных деспотических и греческих полисных политических традиций. Полис, как самостоятельная гражданская община, сохраняет свою независимость как социальный и политический институт даже в рамках эллинистической монархии. Такие города, как Александрия, пользуются автономией, а их граждане — особыми правами и привилегиями. Во главе эллинистического государства обычно стоит царь, обладающий всей полнотой государственной власти. Его главной опорой был бюрократический аппарат, осуществлявший функции управления всей территорией государства, за исключением городов, обладавших статусом полисов, которые пользовались определённой автономией.
По сравнению с предыдущими периодами ситуация в греческом мире серьёзно изменилась: вместо множества враждующих друг с другом полисов греческий мир теперь состоял из нескольких относительно стабильных крупных держав. Эти государства представляли собой общее культурное и экономическое пространство, что немаловажно для понимания культурного и политического аспекта той эпохи. Греческий мир был очень тесно взаимосвязанной системой, что подтверждается как минимум наличием единой финансовой системы, а также масштабностью миграционных потоков в пределах эллинистического мира (эпоха эллинизма была временем сравнительно большой мобильности греческого населения; в частности, континентальная Греция, в конце IV века до н. э. страдавшая от перенаселённости, уже к концу III века до н. э. стала ощущать нехватку населения).

## Культура эллинистического общества

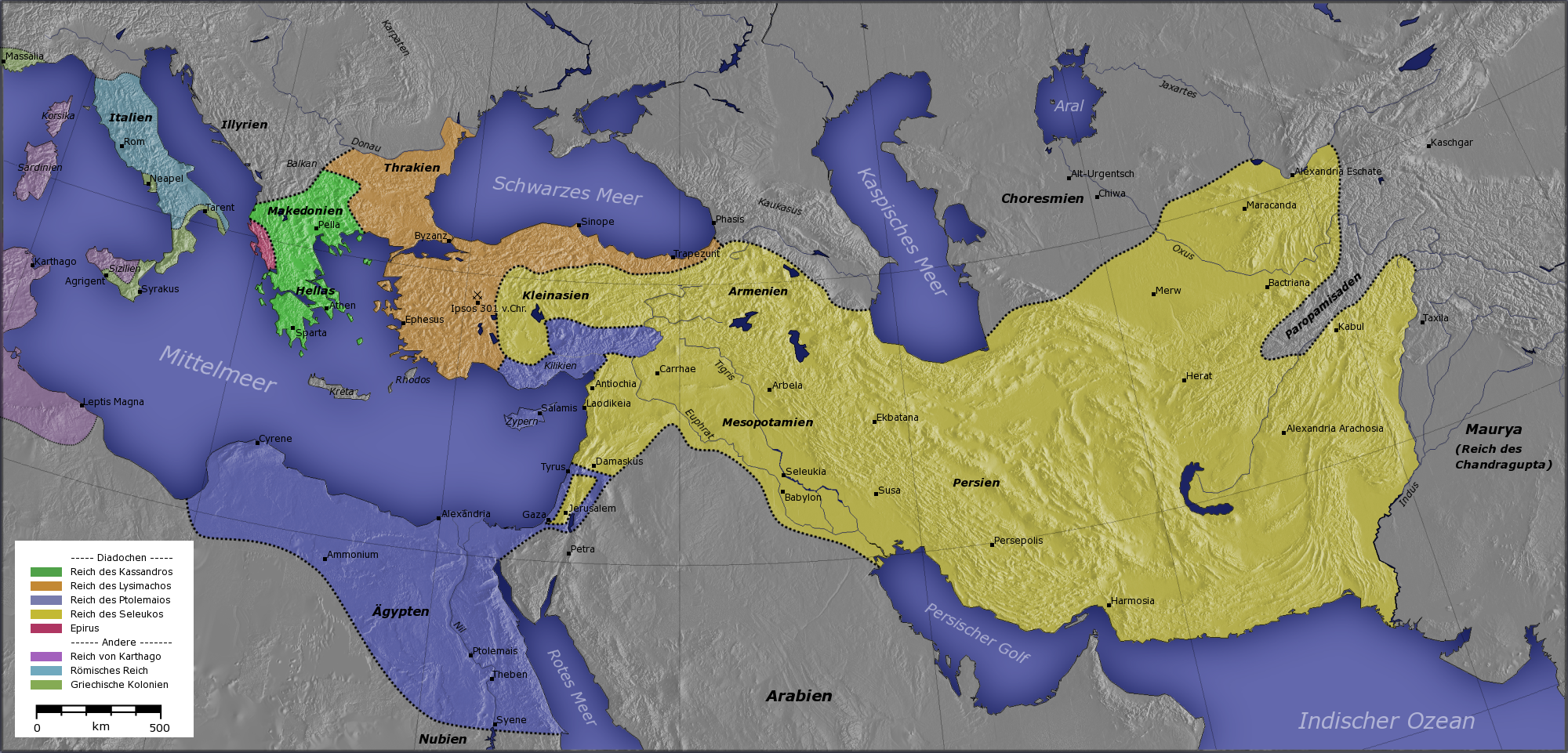
Раздел державы Александра Великого после битвы при Ипсе (301 до н. э.)

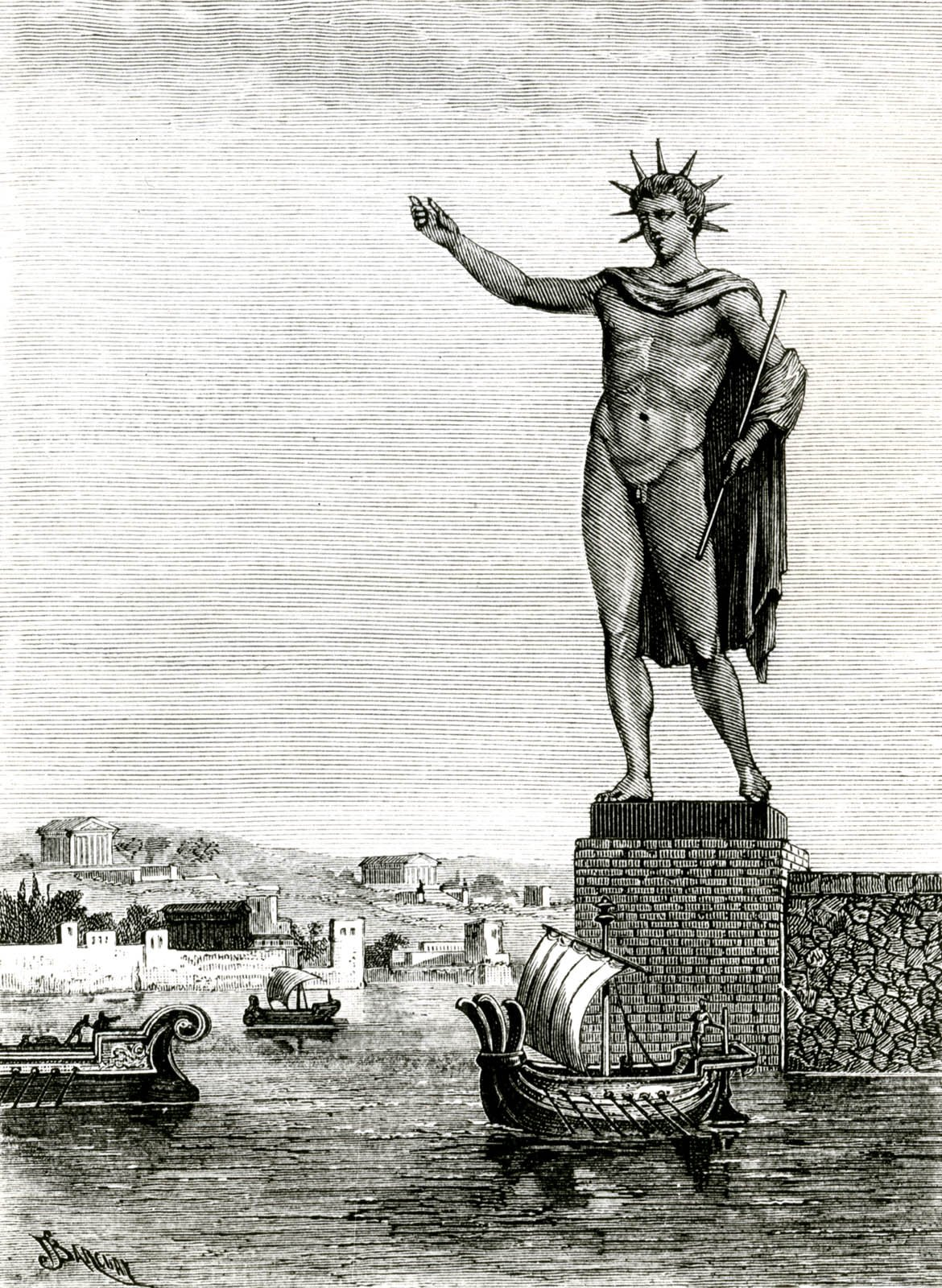
Колосс Родосский, одно из семи чудес древнего мира.

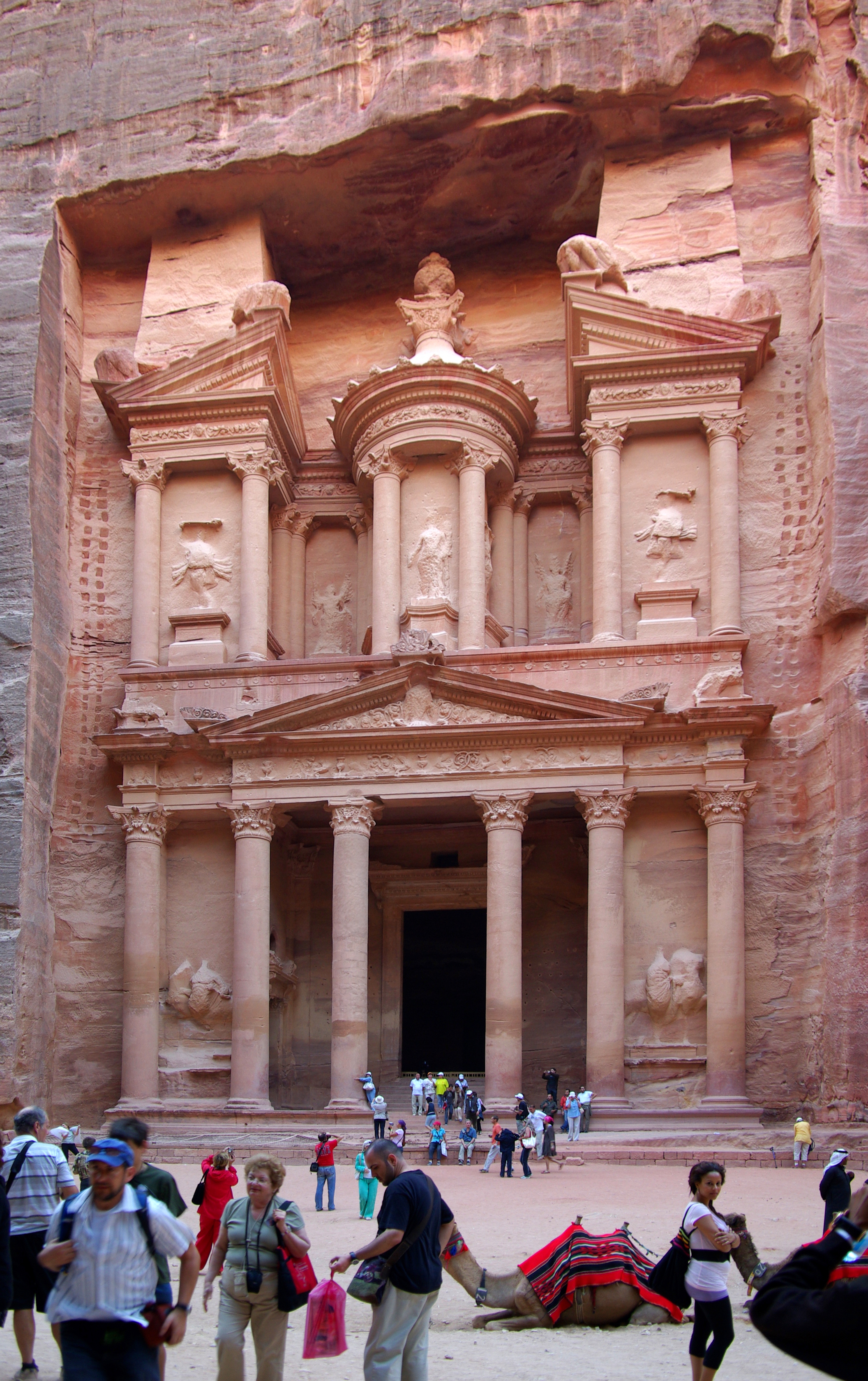
Эль-Хазне в Петре показывает эллинистические влияния на столицу набатеев

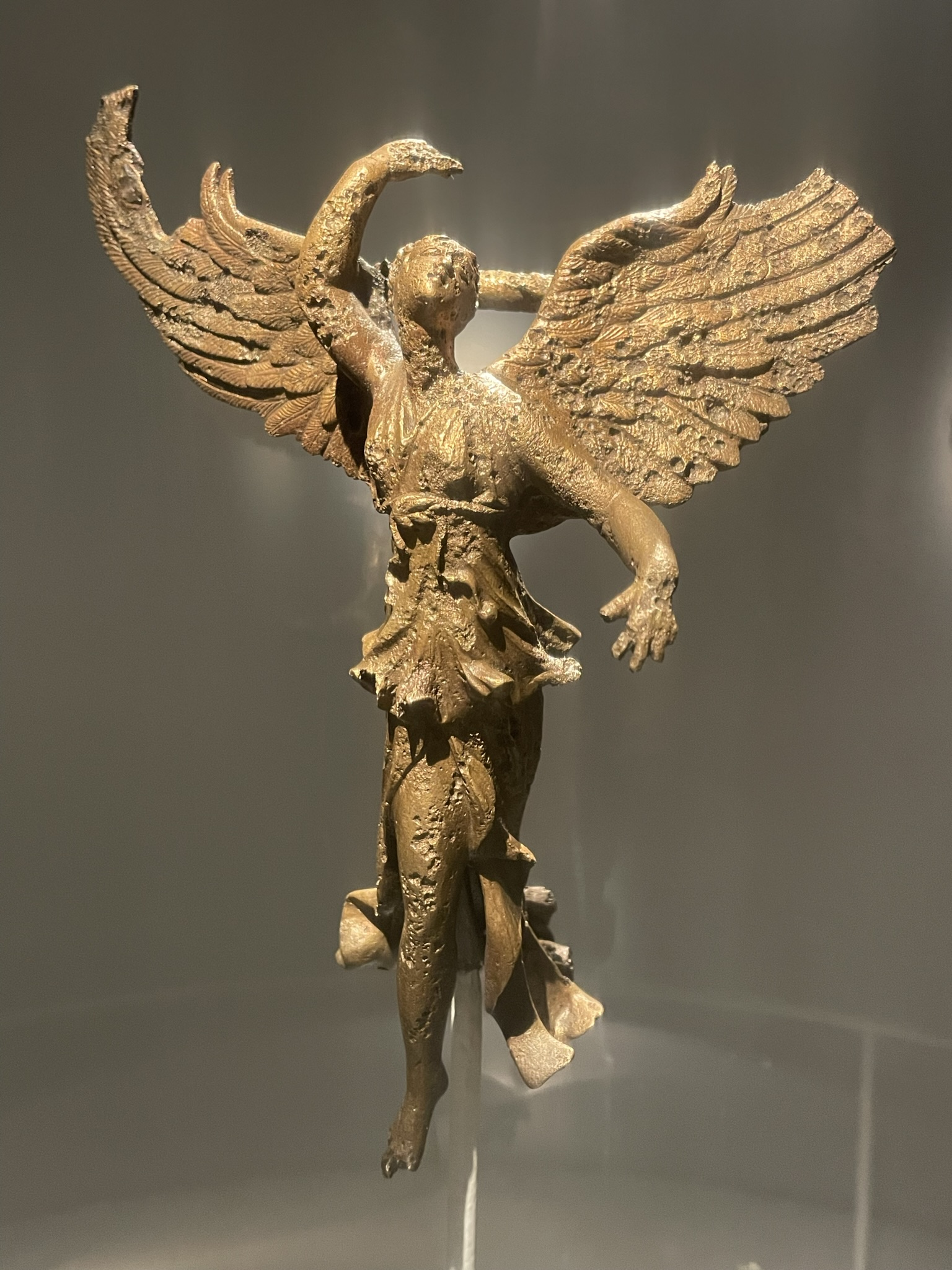
Статуэтка Ники, греческая богиня победы, из Вани, Грузия

Эллинистическое общество поразительно отличается от общества классической Греции по целому ряду факторов. Фактический уход полисной системы на второй план, развитие и распространение политических и экономических вертикальных (а не горизонтальных) связей, коллапс изживших себя социальных институтов, общее изменение культурного фона вызвало серьёзные изменения в греческой общественной структуре. Она представляла собой смесь из греческих и восточных элементов. Наиболее ярко синкретизм проявился в религии и официальной практике обожествления монархов.
Отмечают отход в III—II веках до н. э. от возвышенно-прекрасных образов греческой классики в сторону индивидуального и лирического. В эпоху эллинизма имела место множественность художественных направлений, одни из которых оказывались связанными с утверждением внутреннего покоя, другие — с «суровой любовью к року».

### Эллинизация Востока
На протяжении III—I веков до н. э. на всём пространстве восточного Средиземноморья шёл процесс эллинизации, то есть перенятия местным населением греческого языка, культуры, обычаев и традиций. Механизм и причины подобного процесса заключались по большей части в особенностях политической и социальной структуры эллинистических государств. Элиту эллинистического общества составляли преимущественно представители греко-македонской аристократии. Они принесли на Восток греческие обычаи и активно насаждали их вокруг себя. Старая местная знать, желая быть ближе к правителю, подчеркнуть свой аристократический статус, стремилась подражать этой элите, простой же народ подражал местной знати. В результате эллинизация явилась плодом подражания пришлым со стороны коренных жителей страны. Этот процесс затронул, как правило, города, в то время как сельское население (которое составляло большинство) не спешило расставаться со своими догреческими привычками. Кроме того, эллинизация затронула в основном высшие слои восточного общества, которое по вышеуказанным причинам имело желание войти в греческую среду.

### Жизнь и культура
По своей сути эллинистическая культура — греческая. Для неё характерно стремление к красоте, разнообразию и комфорту. Эллинистический дом демонстрирует это стремление к элегантности с более художественными зданиями, с окнами и балконами, выходящими наружу. Фрески украшают стены даже бедных домов. Город становится всё ближе и ближе к нашим нынешним идеям — регулярно спланированные, с прямыми улицами, строятся канализационные системы, некоторые из которых всё ещё функционируют сегодня. Строятся просторные библиотеки и школы — особенно знаменита Александрийская библиотека. Эллинистическая культура гордится своей просвещённостью, обязательным условием для того, чтобы быть по-настоящему образованными эллинами. Пожертвования школам считались благородным делом исключительной заслуги и признания. Возводились храмы, каменные театры, ипподромы, павильоны, бассейны, виллы и вписываются в детали архитектурной обстановки и наполняются бдительным городским обществом, которое ознаменовывает величие каждого административного и культурного здания. Сами дома становятся более художественными, с окнами и балконами. Комнаты расписаны фресками, декор становится богаче, появляются колонны в коринфском стиле.
Стремящийся к комфорту гражданин также привносит природу в городскую среду, чтобы нивелировать сухое сияние города и создать сад, который впоследствии является неотъемлемой частью каждого эллинистического дворца (модель представляет собой парк персидского типа). Известны Дворцовый квартал в Александрии и парк Дафны в Антиохии. Примером более широких тенденций является то, что даже более бедные граждане привносят сад для уюта в свои дома, и, если там нет места, даже принято держать его на крыше. Это также время, когда городские сады строятся со скамейками, скульптурами и множеством цветов. Греки впечатлены восточным богатством сортов растений и импортируют их в соответствии со сложившимся интересом к ботанике.
Эллинизм также обращает внимание на изысканную красоту внешности — ещё до того, как он начинает свой марш на Восток, Александр Великий является первым государственным деятелем, который бреет своё лицо, после чего эта мода массово (и обязательным образом) навязывается македонской армией. Со временем бритьё стало широко распространённым явлением в эллинистическом обществе. Бородатые — это философы, по бородам которых можно узнать, к какой школе они принадлежат.
Всё это стремление к элегантности в лице города и человека очень влияет на конструктивность общества, а именно на ценности и идеалы. Они влияют даже на характер войн, который впоследствии теряется в римском понимании ожесточённых сражений. Человечество пробуждается — люди больше озабочены отношениями и поведением. Это также приводит к более гармоничному миру обмена интересами. Повседневная скука порождает инновации, которые ломают стереотипное мышление. Так появляются миниатюры Парфения на темы любви, прозаическая литература, наполненная образами. Люди стремятся посетить знаменитые памятники и земли, описанные Геродотом.
В эпоху эллинизма человечество и его сущность всё чаще рассматриваются как важнейшая единица, а не только как часть общества. Это позволяет женщине обрести равные права с мужчинами — появляются писатели, философы, спортсменки, актрисы. Ребёнок также рассматривается как важный человек, о котором много заботятся, когда он или она воспитывается, в отличие от семейных отношений в классический период. Уважение к индивидуализму меняет общее отношение к смыслу каждого элемента человеческой природы. Ценности и достоинства индивида лежат в основе исследований и литературы, которая развивает большую критичность и иронично описывает человеческие качества и недостатки. Индивидуализм является основной идеей различных отраслей философии.

### Архитектура эллинизма. Градостроительство

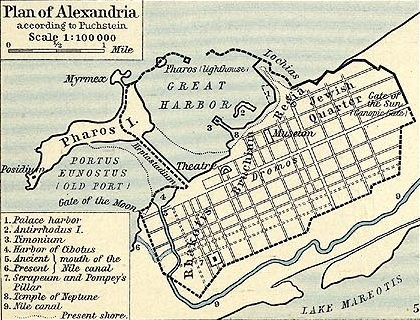
План Александрии Египетской, столицы птолемеевского Египта

Мощным инструментом эллинизации Востока выступало градостроительство, которым активно занимались эллинистические правители. Масштабы градостроительства были огромны: город был мощным культурным инструментом, а также утверждал государственное влияние на тех огромных территориях, которые нуждались в освоении. В частности, в империи Селевкидов при Селевке I было основано по меньшей мере 75 новых городов в разных концах страны. Большая часть городов строилась не хаотично, а по заранее подготовленному плану — с прямыми широкими улицами, большими площадями, садами, галереями и храмами.
Одной из базовых особенностей непосредственно архитектуры было отступление от классических греческих канонов. Здания и памятники стали теперь выполнять не столько свою первоначальную функцию, сколько становились символами богатства, господства и могущества эллинистических правителей и аристократов. Повсеместное строительство дало огромный стимул к развитию новых типов архитектуры. Стали гораздо шире применяться барельефы.

## Упадок и покорение Римом
Объединение Западного Средиземноморья под властью Рима внесло существенные изменения в традиционные торговые связи Греции с Сицилией и другими греческими колониями на западе и в укреплении в III веке до н. э. связей Египта и Сирии с Северной Африкой и Италией. Начался процесс перемещения торговых путей и экономических центров. Военная и экономическая экспансия римлян сопровождалась интенсивным развитием рабовладельческих отношений в Италии и завоёванных областях: массовое порабощение населения, расширение торговли рабами и сферы применения рабского труда.
Эти явления находили отражение во внутренней жизни эллинистических государств. Обостряется борьба в верхах: между слоями преимущественно городской знати (заинтересованной в более тесных связях с римским миром) и знатью, связанной с царским административным аппаратом и храмами, которая жила в основном за счёт традиционных форм эксплуатации сельского хозяйства. Эта борьба проявляется через ряд дворцовых переворотов, династические распри, городские восстания. Усилилось движение демоса против налогового гнёта, злоупотреблений государственного аппарата, ростовщичества и порабощения, которое иногда перерастало в своего рода гражданские войны, истощая экономику и военные силы государств, снижая их сопротивление римской агрессии. Немалую роль играла римская дипломатия, которая всячески поощряла обострение конфликтов между эллинистическими государствами и династическую борьбу.
Несмотря на попытки македонского царя Персея привлечь на свою сторону греческие полисы для совместной борьбы против Рима, к нему присоединились только Эпир и Иллирия. В результате македонская армия была разбита римлянами в 168 до н. э., после чего Македония была разделена на 4 изолированных округа. В Эпире римляне разрушили большую часть городов и продали в рабство более 150 тыс. жителей, в южной Греции пересмотрели границы полисов. Восстание, вспыхнувшее в Македонии 149—148 и в Ахейском союзе 146 до н. э., было жестоко подавлено римлянами, после чего Македония была превращена в римскую провинцию, союзы греческих полисов распущены, всюду установлены олигархические режимы.
Покорив собственно Грецию и Македонию, Рим начал наступление на эллинистические государства Малой Азии. Римские торговцы и ростовщики, проникая в экономику государств Малой Азии, всё больше подчиняли их внешнюю и внутреннюю политику интересам Рима. В 133 до н. э. Пергам (согласно завещанию Аттала III) перешёл под власть Рима, но только после подавления массового восстания под руководством Аристоника (132—129 до н. э.) римлянам удалось превратить его в римскую провинцию. Центром сопротивления римской агрессии в Малой Азии стало Понтийское царство, что в начале I века до н. э. под властью Митридата VI Евпатора стало великой державой и покорило почти всё побережье Чёрного моря. Войны Митридата VI с Римом завершились в 64 до н. э. поражением Понтийского царства. Примерно в то же время в пользу римлян отпали все средиземноморские владения Тиграна Великого — земли, входившие в бывшее Государство Селевкидов.
Пока Рим был занят покорением Македонии, царство Селевкидов оправилось от ущерба, причинённого войной с Римом. Антиох IV Епифан в 170 г., а затем в 168 г. до н. э. совершил успешные походы в Египет и осадил Александрию, но вмешательство Рима заставило его отказаться от своих завоеваний. Политика эллинизации, проводившаяся Антиохом IV, вызвала восстания в Иудее (171 и 167—160), переросшие в войну против господства Селевкидов. Сепаратистские тенденции проявились и в восточных сатрапиях, которые ориентировались на Парфию. Попытки Антиоха VII Сидета (139/138—129) восстановить единство государства кончились полным поражением и его гибелью. От Селевкидов отпали Вавилон, Персия и Мидия. В начале I века самостоятельными стали области Коммагена (в Малой Азии) и Иудея. Территория государства Селевкидов сократилась до предела собственно Сирии, Финикии, Келесирии и части Киликии. В 84 до н. э. царство Селевкидов присоединено к Армении и окончательно прекратило своё существование. Позже эти территории вошли в состав Рима. В 63 до н. э. Иудея также была присоединена к Риму.
В Египте после походов Антиоха IV вновь вспыхнуло народное движение и одновременно острая династическая борьба, перешедшие в настоящую внутреннюю войну, опустошающую страну. Между тем римляне всячески способствовали внешнеполитическому ослаблению Египта. В 96 г. до н. э. к Риму была присоединена Киренаика, в 58 — Кипр. Римляне вплотную подошли к границам Египта, лишь гражданская война в самом Риме отсрочила его подчинение. В 30 г. до н. э. было завоёвано это последнее эллинистическое государство. Эллинистический мир как политическая система был поглощён Римской империей, но элементы социально-экономической структуры и культурные традиции, сложившиеся в эллинистическую эпоху, оказали огромное влияние на дальнейшее развитие Восточного Средиземноморья и в значительной мере определили его специфику (см. Эллинистическая культура).

## Историография
Немецкий историк И. Г. Дройзен ввёл использование термина «эллинизм» и создал соответствующую концепцию.
Традицию сосредоточения внимания исследователей на классическом периоде античности окончательно прервал видный немецкий филолог-классик Ульрих фон Виламовиц-Мёллендорф, расширив область изучаемого антиковедением материала включением эпохи эллинизма.